# Erdőtelek
Erdőtelek è un comune dell'Ungheria di 3.507 abitanti (dati 2001). È situato nella contea di Heves.